# Jessica Stern
Jessica Stern es una diplomática estadounidense que se desempeña como la segunda enviada especial de Estados Unidos para los derechos humanos de las personas LGBTI desde 2021. Anteriormente fue directora ejecutiva de Outright International durante diez años.

## Biografía
Stern completó una maestría en derechos humanos en la London School of Economics.
Stern trabajó en Filadelfia como organizadora comunitaria de derechos sociales. Con el Centro de Derechos Constitucionales, hizo campaña a favor de la reforma electoral después de las elecciones presidenciales de Estados Unidos de 2000. Stern fue investigadora y defensora de Human Rights Watch y Amnistía Internacional. Fue miembro fundadora del grupo central LGBTI de las Naciones Unidas (ONU) y de su secretaría. Stern hizo campaña con éxito para que la primera resolución de la Asamblea General de la ONU incluyera la identidad de género y para las sucesivas resoluciones del Consejo de Derechos Humanos sobre orientación sexual e identidad de género, lo que llevó al establecimiento del experto independiente en orientación sexual e identidad de género. Stern brindó el primer testimonio de un experto en derechos LGBTQI+ en una reunión de la fórmula Arria.
Stern se unió a la Comisión Internacional de Derechos Humanos de Gays y Lesbianas (más tarde rebautizada como OutRight International) como directora de programas. Después de trabajar en ese puesto durante dos años, a finales de 2011, se convirtió en directora ejecutiva interina tras la salida de Cary Alan Johnson. Ayudó a la organización a obtener el estatus de observadora de la ONU, a publicar informes de derechos humanos anualmente, creó el programa de concesión de subvenciones COVID LGBTQI+ más grande del mundo y quintuplicó el presupuesto.
Durante el Mes del Orgullo de 2021, Stern fue designada por el presidente estadounidense Joe Biden como la segunda enviada especial de Estados Unidos para los derechos humanos de las personas LGBTI. Asumió el cargo el 27 de septiembre de 2021. Lidera los esfuerzos estadounidenses para proteger a las personas LGBTQI+ en todo el mundo de la violencia y la discriminación. Como profesora asociada adjunta, Stern impartió el primer curso sobre derechos LGBTQI+ en la Escuela de Asuntos Públicos e Internacionales de la Universidad de Columbia.
Desde 2021, Stern ha vivido en Estados Unidos, México, Reino Unido y Uruguay.